# Gnophos orphninaria
Gnophos orphninaria là một loài bướm đêm trong họ Geometridae.